# Peltopleurus
Il peltopleuro (gen. Peltopleurus) è un pesce osseo estinto, appartenente ai peltopleuriformi. Visse tra il Triassico medio e il Giurassico inferiore (circa 240 - 190 milioni di anni fa) e i suoi resti fossili sono stati ritrovati in Europa e in Asia.